# Vyngapur
Vyngapur (rusky Вынгапур) je řeka v Jamalo-něneckém autonomním okruhu na severu Ťumeňské oblasti v Rusku. Je 319 km dlouhá. Povodí má rozlohu 8710 km².

## Průběh toku
Pramení na severním svahu vysočiny Sibiřské Úvaly. Teče na sever přes bažinatou nížinu. Ústí zprava do řeky Pjakupur (povodí Puru). Největším přítokem je Vyngajacha zprava.